# Orso (cultura gay)

Bandiera Bear

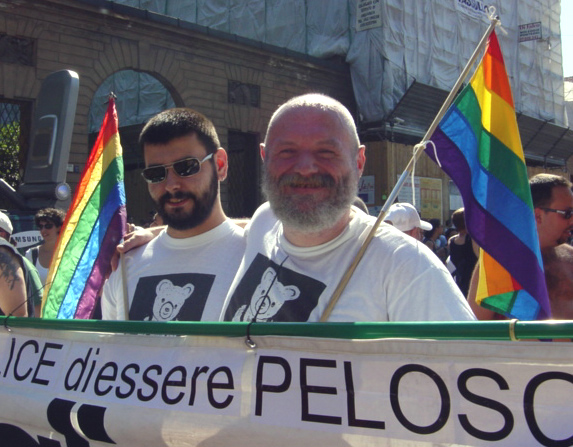
"Orso" e "cub" al Gay Pride di Milano, giugno 2003

Nella terminologia gay, per orso o bear si intendono uomini dalla corporatura robusta, spesso pelosi, oppure semplicemente sovrappeso, in genere dall'aspetto mascolino. 
L'identità bear, tuttavia, è diventata nel tempo sempre più inclusiva e piuttosto che delle determinate caratteristiche fisiche, ormai, una delle costanti è la rielaborazione, o a volte il rifiuto, di elementi e di stereotipi dell'immaginario gay maggioritario.

## Storia
Nata attorno alla metà degli anni '80 del secolo scorso, la ''bear culture'' si sviluppa nella comunità di lingua inglese statunitense, anglosassone e australiana. Il successo repentino di tale cultura gay è legato alla contrapposizione della figura dell'orso (in carne, villoso) a quella dell'omosessuale stereotipo dei media (magro, depilato). Le mutate condizioni sociali e l'accettazione delle comunità gay hanno contribuito in modo massiccio alla diffusione della cultura ursina che conta comunità in quasi tutti gli Stati in cui l'omosessualità è consentita e tollerata ma anche in paesi (come l'area mediorientale) dove l'omosessualità è proibita o repressa.

### In Italia
Soltanto all'inizio degli anni '90 la cultura ursina arriva in Italia per opera di alcuni pionieri che crearono un gruppo a Milano, Orsi italiani - Girth & Mirth, riprendendo l'esperienza dei vari gruppi Girth & Mirth già operanti nel mondo, laddove con il primo termine si intende letteralmente "tronco di albero" e, per estensione, girovita, robustezza, mentre con il secondo si intende dire allegria, benessere, voglia di vivere. Girth & Mirth quindi inteso come espressione del vivere il proprio fisico oversize con naturalezza e gioia.
Grazie all'aumento dei suoi simpatizzanti, il fenomeno degli orsi inizia quindi a farsi notare e a crearsi degli spazi di visibilità durante gli appuntamenti ufficiali del movimento LGBT, quali ad esempio le Pride Parade italiane, fin dalla prima storica del 1994 a Roma, in cui per la prima volta apparve uno striscione degli orsi. Da Milano a Roma, la diffusione degli appuntamenti a tematica ursina fu breve, per passare quindi a tutto il resto del paese. Non ci sono tuttavia, studi o ricerche che attestino con esattezza quali modifiche nei costumi abbia apportato alla comunità LGBTQ. 
Attualmente le più strutturate comunità ursine italiane si trovano a Milano, Roma, Bologna, Firenze e Palermo, ma praticamente in ogni città si svolgono feste e appuntamenti a tema. Da non sottovalutare il ruolo che Internet ha avuto per la cultura ursina, dove oltre alle decine di siti nati in questi ultimi dieci anni, soprattutto un canale chat di IRC, #orsitaliani, a partire dalla fine del 1996 ha contribuito a diffonderne le idee e a far conoscere fra di loro orsi e cacciatori.

## La bandiera

La bandiera ursina

La bandiera scelta dalla comunità ursina è un simbolo internazionale, rappresenta l'impronta di un orso su uno sfondo a strisce. I colori delle strisce più in alto sono ispirati al colore della pelle di persone di diverse etnie: neri, mulatti, asiatici, caucasici, ecc. I colori delle strisce basse sono quelli del pelo dell'orso, nero, grigio o bianco, a seconda dell'età. La bandiera ha un significato di apertura a tutte le etnie, a tutte le età e alla diversità nelle persone e nei gusti.

## Terminologia
Negli anni la subcultura ursina ha sviluppato un gergo peculiare, alcuni dei termini più comuni sono: 
- Orso o bear - un uomo dalla corporatura robusta, dall'aspetto mascolino, spesso peloso o con barba/baffi, o ancora un uomo corpulento, sovrappeso.
- Cacciatore o chaser - chi, pur non essendo classificabile come orso, è attratto dagli orsi o da una delle varianti, o più generalmente dall'opposto dello stereotipo gay comune.
- Cucciolo o cub - un orso giovane (o dall'aspetto giovanile), tipicamente, ma non sempre, meno corpulento di un orso.
- Orsone - un orso di grossa stazza.
- Papà orso o Daddybear - un orso maturo, dall'aspetto rassicurante e dall'atteggiamento paterno.
- Orso koala o Koala bear - un orso con capelli e peluria bionda.
- Orso polare - un orso maturo e brizzolato o bianco.
- Orso lesbico - un orso a cui piacciono altri orsi.
- Muscle bear - un orso muscoloso.
- Lontra o otter - un uomo molto peloso, in genere con barba o pizzetto, ma non sovrappeso.
- Twink - l'opposto dell'orso, ovvero un gay giovane, magro e glabro.

## Nella cultura di massa

### Cinema
- Cachorro (Cucciolo d'orso), dir. Miguel Abaladejo, Spagna, 2004[1].
- A Dirty Shame, dir. John Waters, USA, 2004 - Film con personaggi dall'ambiente ursino, contestato per l'immagine distorta e negativa che ne risulta della comunità ursina.

Ci sono inoltre molti cortometraggi che hanno fatto la loro comparsa in molti festival cinematografici gay fra i quali:
- Men on Fur on Men, dirs. Martin Borden e Clark Niklolai, Canada, 2003, miniDV, 8 min.
- A Bear's Story, dir. Vincent Mtzlpick, US, 2003, video, 21 min.
- Porn Proof, dir. Chris Street, Canada, 2003, miniDV, 3 min.
- More Than Hair Care Products, dir. Pendra Wilson, Canada, 2003, miniDV, 5 min.
- Hard Fat, dir. Frederic Moffet, Canada, 2001, video, 23 min.
- Lazy Bear 2002, dir. Greg Garcia, US, 2002, DVD, 18 min.
- Making of "A Bear's Story", dir. Village TV, US, 2003, video, 7 min.
- My Heart the Cook, dirs. Jerry McCadden and Clark Nikolai, Canada, 2001, miniDV, 2 min.

### Personalità celebri
Uno dei personaggi più iconici dell'estetica bear della comunità ursina è Jack Radcliffe, È stato descritto come «la Marilyn Monroe della cultura bear», un «ragazzo copertina della cultura bear» e un'«icona bear in carica».